# Onbetrouwbare verteller
Een onbetrouwbare verteller in literatuur, film, theater etc. is een verteller die de lezer misleidt door hem een fout perspectief te bieden op het verhaal. Zodoende blijft de lezer gevangen in diens visie op de gebeurtenissen tot hij geleidelijk ontdekt dat de verteller niet geloofwaardig is. Het onbetrouwbaar perspectief doet zich vooral voor bij de personale vertelwijze of bij een ik-verteller. De term is van Wayne C. Booth uit het boek The Rhetoric of Fiction. Het inzetten van een onbetrouwbare verteller heeft een narratieve functie, zoals de lezer/kijker op het verkeerde been zetten, of het desbetreffende personage in een negatief daglicht stellen.
Vertellende personages kunnen onbetrouwbaar zijn als ze een psychologische tekortkoming hebben, een sterk vooroordeel uitdragen, geen expertise hebben of zelfs bewust het publiek bedriegen.
Onbetrouwbare vertellers worden soms gebruikt in visuele media (zoals films en strips) voor komisch effect, door het contrast aan te geven tussen wat er echt gebeurt en wat de verteller wil dat het publiek gelooft dat er gebeurt (bijvoorbeeld door zichzelf beter voor te stellen dan hij/zij eigenlijk is).